# مرض كولر
مرض كولر (وأحيانًا يُسمى مرض كوهلر، وفي بعض النصوص مرض كولر الأول)، اضطراب وخلل نادرٌ يصيب عظام القدم للأطفال من عمر السادسة حتى التاسعة، وعادةً ما يصيب هذا المرض الأطفال الذّكور، ولكنّه يمكن أن يحدث في الإناث أيضًا. وصفه العالم ألبان كولر (1874- 1947) لأول مرةٍ عام 1908م، وهو عالمٌ ألمانيٌّ متخصّصٌ في علم الأشعة. لاحظ الدكتور كولر أن صور الأشعة السينية التي تم التقاطها لأطفالٍ يعانون من ألمٍ في القدم أظهرت سمات تشيرُ إلى عدم انتظام نمو عظم الكعب الزورقيّ. بالإضافة إلى ذلك، يُعرف عن المرض أنه يصيب الأطفال الذكّور بشكل أكبر بخمس مرات من الإناث، وعادة ما يصيب قدمًا واحدة فقط. وجدُ لاحقًا أن هذا المرض ينتمي إلى مجموعة الأمراض العظمية الغضروفيّة التي تعيق نموّ العظام.
يحدث هذا المرض عندما يتم وقف ضخ الدم للعظم الزورقي بشكل مؤقت، حيث تموت الأنسجة الحيويّة وتتدهور حالة العظم كنتيجةً لذلك. وعند علاج هذا المرض، فإنه لا يسبب مشاكلاً طويلة الأمد في معظم الحالات، ولكن تبقى هناك احتمالية ضعيفة لعودته عند البالغين. وتتلاشى أعراض هذا المرض مع عودة العظم الزورقيّ إلى حالته الطبيعية.
في فبراير عام 2010، ذكرت مجلّة الجمعية الطبيّة الأمريكيّة أنه ربّما يكون سبب موت الملك توت عنخ آمون بعمر 19 عامًا هو إصابته بمضاعفاتٍ ناتجةٍ من مرض الملاريا ومرضل كولر II.

## الأعراض
يعاني المصابون بهذا المرض من ألمٍ وتورمٍ في الجزء الأوسط من القدم، الأمر الذي يجعلهم عادةً عُرجانًا كنتيجةٍ لذلك، ويميل المرضى الذين يمشون بعرجٍ إلى زيادة تركيز وزنهم على الجزء الجانبيّ من القدم، بالإضافة إلى ذلك، يمكن أن يحدث انحناء للعظم الزورقي، ويتم تشخيص المرض عبر تصوير كلتا القدمين بالأشعة السينيّة. تعاني القدم المصابةُ من تصلّب وتسطّح في العظم الزورقي. تستمرُّ الأعراض لعدة أسابيع أو ربّما لمدة قد تصل إلى حوالي سنتين، ومن الدلالات على استقرار  الأعراض زوال الالتهاب الحادّ والشفاء التام للقدم، وهذا يعني أن القدم المريضة وعظم الكعب الزورقي قد بدأت بالعودة إلى حجمها وكثافتها وبنيتها الطبيعيّة.

## سبب المرض
لم يتعرّف العلماء على مسببات مرض كولر حتى الآن. ومع ذلك، يشتبه أنه يمكن أن تحدث مسببات المرض المحتملة بسبب إجهاد القدم والأوعية الدموية المرتبطة بها، وذلك يحدث قبل أن تتمكن العظام من النمو بشكل كاملٍ لشكل النسيج العظميّ عند البلوغ. تبدأ مرحلة التعظّم عادةً في أول 18 إلى 24 شهرًا في حياة الإناث، وأول 24 إلى 30 شهرًا في حياة الّذكور. تحدث العملية بشكل أبطأ عند عظم الكعب الزورقي بالمقارنة مع بقية عظام القدم، ويسبب ذلك فقدًا كليًّا لتغذية الدم في المناطق المحيطة كنتيجةً لهذا الانخفاض. بالإضافة إلى ذلك، اقترح بعض العلماء أن هناك عوامل جينيّة تلعب دورًا مهمًّا في تطوّر هذا المرض. ومع ذلك، لم يتم التعرف على السبب المباشر للمرض حتى الآن، ولا على الجين المسبّب له.

## التشخيص
يجرى التشخيص بناءً على سجلّ المريض وعلى درجة كبيرة من الشك. وفي الفحص هناك ألمٌ عند ملامسة الرأس الزورقي. تكشف الأشعّة التغييرات الحاصلة من زيادة في كثافة أو تضييق العظم الزورقيّ.

## العلاج
عادة ما يتضمّن علاج هذا المرض إراحة القدم المُصابة، وأخذ مسكنات الألم ومحاولة عدم الضغط عليها قدر الإمكان. وفي الحالات الصّعبة، يتم وضع جبيرةٍ لتقويم العظام تنتهي أسفل الركبة، ويتم وضع هذه الجبيرة لمدة من 6 إلى 8 أسابيع. وبعد نزع الجبيرة، يفرض على بعض المرضى استخدام دعامة على شكل قوس لمدة 6 أشهر. كما أن التدريب البدني المعتدل وكذلك العلاج الطبيعي قد يكون مفيدًا في الشفاء والعلاج.
توقعات سير هذا المرض عند الأطفال جيّدٌ جدًّا، وربّما يستمر لبعض الوقت، لكن معظم الحالات التي تم تشخصيها قد تمّ علاجها بشكل كامل بعد حوالي سنتين من التشخيص الأوليّ. بالرّغم من أنه يتم علاج معظم الحالات دون ترك أي ضرر دائمٍ، إلا أن بعض الحالات تبقى تعاني من ضرر دائم في القدم.